# Wilhelm Filehne

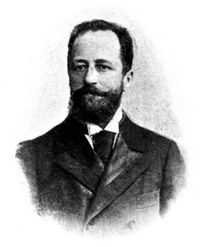
Wilhelm Filehne

Wilhelm Filehne (* 12. Februar 1844 in Posen; † 29. April 1927 in Bensheim) war ein deutscher Pharmakologe.

## Leben
Filehne kam als Sohn des jüdischen Kaufmanns Isidor Filehne und dessen Frau Rosalie geb. Kaufmann zur Welt. Nach seiner Kindheit und Schullaufbahn in Posen studierte er von 1862 bis 1866 an der Friedrich-Wilhelms-Universität zu Berlin und an der Ruprecht-Karls-Universität Heidelberg Medizin. Als Angehöriger der Berliner Landsmannschaft Normannia II in Heidelberg hatte er viermal auf Corpswaffen gefochten. Deshalb wurde er am 31. Januar 1905 Corpsschleifenträger der Normannia Berlin. Drei Tage später  erhielt er das Band. Filehnes Kneipname war Phylax. Bei ihrem 50. Stiftungsfest (1908) pries er die Erlanger Pfarrerstochter als Hüterin der alten corpsstudentischen Ideale.
Filehne konvertierte vom jüdischen Glauben zum Luthertum. Am 8. März 1892 heiratete er Marie Wurster, die Witwe des 1889 verstorbenen Altphilologen Wilhelm Studemund. Trauzeugen waren der Pharmazeut Theodor Poleck und der Pathologe Emil Ponfick, beide in jenen Jahren Rektoren der Breslauer Universität. Die Ehe wurde nach nur elf Monaten  wieder geschieden. Filehne war somit zeitweilig Stiefvater der Schriftstellerin Catherina Godwin und ihrer Schwester Marie. Am 4. April 1914 heiratete Filehne in Berlin in zweiter Ehe Sophie Deurer, die Witwe des 1912 verstorbenen Mathematikers Paul Gordan.

## Werdegang
Zu Filehnes Lehrern zählten Emil Heinrich Du Bois-Reymond, Friedrich Theodor von Frerichs und Ludwig Traube. Filehne promovierte 1866 und bestand im Februar 1867 das Staatsexamen. 1868 wurde er in Berlin Assistent bei Rudolph Virchow, nach Teilnahme am Deutsch-Französischen Krieg 1870–1871 bei Ludwig Traube sowie von 1874 bis 1875 bei Wilhelm von Leube an der Medizinischen Poliklinik in Friedrich-Alexander-Universität, wo er sich als Privatdozent habilitierte. 1876 wurde er a.o. Professor für Arzneimittellehre in Erlangen. 1886 folgte er dem Ruf auf den Lehrstuhl der Schlesischen Friedrich-Wilhelms-Universität. Als o. Professor für Pharmakologie wurde er Nachfolger von Heinrich Haeser.
Filehne widmete sich der experimentellen Pathologie, Pharmakologie, Toxikologie und Physiologie, besonders der physiologischen und psychologischen Optik. Ihm sind das Phenazon und (mit Karl Spiro) das Pyrazol zu verdanken. Sein Nachfolger in Breslau wurde 1911 Julius Pohl. Seine positive pharmakologische Beurteilung war die Grundlage für den Siegeszug der fiebersenkenden und schmerzstillenden Medikamente Antipyrin und Aminophenazon, welche das bis zu diesem Zeitpunkt gebräuchliche Chinin verdrängten.

## Werke
- mit A. Cloetta: Lehrbuch der Arzneimittellehre und Arzneiverordnungslehre. J. C. B. Mohr 1889 Digitalisat

## Ehrungen
- Geh. Medizinalrat
- Mitglied der Académie nationale de médecine
- Mitglied der Physikalisch-Medizinischen Sozietät Erlangen
- Ehrenmitglied der Société de thérapie de Paris